# 耶路撒冷省
31°48′N 35°18′E / 31.8°N 35.3°E
耶路撒冷省（阿拉伯语：‎）為巴勒斯坦16個行政區劃之一，位於約旦河西岸地區中部，宣稱其首府為東耶路撒冷，然而該城市仍由以色列所控制並被認為是以色列領土的一部分，根據巴勒斯坦中央統計局統計，耶路撒冷省於2005年人口為429,500人，約占巴勒斯坦人口的10.5%。面積約為345平方公里。